# Списак васељенских патријарха

## Епископи цариградски (од 33)
1. Свети апостол Андреј
2. Апостол Стахије (38-54)
3. Онисим (54-68)
4. Поликарп I Цариградски (69-89)
5. Плутарх (византијски епископ) (89-105)
6. Седекион (византијски епископ) (105-114)
7. Диоген (византијски епископ) (114-129)
8. Елвтерије (византијски епископ) (129-136)
9. Феликс Цариградски (136-141)
10. Поликарп II (византијски епископ) (141-144)
11. Атенодор (византијски епископ) (144-148)
12. Евазије (византијски епископ) (148-154)
13. Лаврентије (византијски епископ) (154-166)
14. Алипије (византијски епископ) (166-169)
15. Пертиније Цариградски (169-187)
16. Олимпијан (византијски епископ) (187-198)
17. Марко I (византијски епископ) (198-211)
18. Филаделфије (византијски епископ) (211-217)
19. Киријак I Византијски (217-230)
20. Кастиније Византијски (230-237)
21. Евгеније I (византијски епископ) (237-242)
22. Тит (византијски епископ) (242-272)
23. Дометије (византијски епископ) (272-284)
24. Руфин (византијски епископ) (284-293)
25. Проб (византијски епископ) (293-306)
26. Митрофан Цариградски (306-314)
27. Александар Цариградски (314-337)

## Архиепископи цариградски (330—451)
1. Павле I Цариградски (337-339)
2. Јевсевије Никомидијски (339-341)
Павле I (341-342), васпостављен 1. пут
3. Македоније I Цариградски (342-346)
Павле I (346-350), васпостављен 2. пут
Македоније I (351-360), васпостављен
4. Евдоксије Антиохиски (360-370)
5. Демофил Цариградски (370-379)
6. Евагрије Цариградски (370 или 379)
7. Максим I Цариградски (380)
8. Григорије Назијански (379-381)
9. Архиепископ Нектарије Цариградски (381-397)
10. Јован Хризостом (398-404)
11. Архиепископ Арзакије Цариградски (404-405)
12. Архиепископ Атик Цариградски (406-425)
13. Сисиније I Цариградски (426-427)
14. Несторије Цариградски (428-431)
15. Максимијан Цариградски (431-434)
16. Архиепископ Прокл Цариградски (434-446)
17. Архиепископ Флавијан Цариградски (446-449)
18. Патријарх Анатолије Цариградски (449-458)

## Патријарси цариградски (од 451)

### 451—998.
1. Генадије I Цариградски (458-471)
2. Акакије Цариградски (471-488)
3. Флавијан Цариградски (488-489)
4. Јефимије Цариградски (489-495)
5. Македоније II Цариградски (495-511)
6. Тимотеј I Цариградски (511-518)
7. Јован II Цариградски (518-520)
8. Епифаније Цариградски (520-535)
9. Антим I Цариградски (535-536)
10. Мина Цариградски (536-552)
11. Евтихије Цариградски (552-565)
12. Јован III Схоластик (565-577)
Евтихије (577-582), васпостављен
13. Јован Посник (582-595)
14. Киријак II Цариградски (596-606)
15. Тома I Цариградски (607-610)
16. Сергеј I Цариградски (610-638)
17. Пир Цариградски (638-641)
18. Павле II Цариградски (641-653)
19. Петар Цариградски (654-666)
20. Тома II Цариградски (667-669)
21. Јован V Цариградски (669-675)
22. Константин I Цариградски (675-677)
23. Теодор I Цариградски (677-679)
24. Георгије I Цариградски (679-686)
25. Павле III Цариградски (687-693)
26. Калиник I Цариградски (693-705)
27. Кир Цариградски (705-711)
28. Јован VI Цариградски (712-715)
29. Герман I Цариградски (715-730)
30. Анастасије Цариградски (730-754)
31. Константин II Цариградски (754-766)
32. Никита I Цариградски (766-780)
33. Павле IV Цариградски (780-784)
34. Тарасије Цариградски (784-806)
35. Нићифор I Цариградски (806-815)
36. Теодор I Цариградски (815-821)
37. Антоније I Цариградски (821-836)
38. Јован VII Цариградски (836-843)
39. Методије I Цариградски (843-847)
40. Игњатије I Цариградски (847-858)
41. Фотије I Цариградски (858-867)
Игњатије I (867-877), васпостављен
Фотије I(877-886), васпостављен
42. Стефан I Цариградски (886-893)
43. Антоније II Цариградски (893-901)
44. Никола I Цариградски (901-907)
45. Јефтимије I Цариградски (907-912)
Никола I (912-925), васпостављен
46. Стефан II Цариградски (925-928)
47. Трифун Цариградски (928-931)
48. Теофилакт Цариградски (933-956)
49. Полиевкт Цариградски (956-970)
50. Василије I Цариградски (970-974)
51. Антоније III Цариградски (974-980)
52. Никола II Цариградски (984-996)
53. Сисиније II Цариградски (996-998)

### 999—1502.
1. Сергеј II Цариградски (999-1019)
2. Јевстатије Цариградски (1019-1025)
3. Алексије Цариградски (1025-1043)
4. Михајло I Цариградски (1043-1058)
5. Константин III Цариградски (1059-1063)
6. Јован VIII Цариградски (1064-1075)
7. Козма I Цариградски (1075-1081)
8. Евстратије Цариградски (1081-1084)
9. Никола III Цариградски (1084-1111)
10. Јован IX Цариградски (1111-1134)
11. Лав Цариградски (1134-1143)
12. Михајло II Цариградски (1143-1146)
13. Козма II Цариградски (1146-1147)
14. Никола IV Цариградски (1147-1151)
15. Теодор II Цариградски (1151-1153)
16. Неофит I Цариградски (1153)
17. Константин IV Цариградски (1154-1156)
18. Лука Цариградски (1156-1169)
19. Михајло III Цариградски (1170-1177)
20. Харитон Цариградски (1177-1178)
21. Теодосије I Цариградски (1179-1183)
22. Василије II Цариградски (1183-1186)
23. Никита II Цариградски (1186-1189)
24. Леонтије Цариградски (1189-1190)
25. Доситеј Цариградски (1190-1191)
26. Георгије II Цариградски (1191-1198)
27. Јован X Цариградски (1198-1206)
28. Михајло IV Цариградски (1207-1213)
29. Теодор II Цариградски (1213-1215)
30. Максим II Цариградски (1215)
31. Манојло I Цариградски (1216-1222)
32. Герман II Цариградски (1223-1240)
33. Методије II Цариградски (1240)
упражњено (1240-1244)
34. Манојло II Цариградски (1244-1255)
35. Арсеније Цариградски (1255-1259)
36. Нићифор II Цариградски (1260-1261)
Арсеније Autoreianus (1261-1267), васпостављен
37. Герман III Цариградски (1267)
38. Јосиф I Цариградски (1267-1275)
39. Јован XI Цариградски (1275-1282)
40. Георгије II Цариградски (1283-1289)
41. Атанасије I Цариградски (1289-1293)
42. Јован XII Цариградски (1294-1303)
Атанасије I (1303-1310), васпостављен
43. Свети Нифонт (патријарх Цариградски) (1310-1314)
44. Јован XIII Цариградски (1315-1320)
45. Герасим I Цариградски 1320-1321)
46. Исак Цариградски (1323-1334)
47. Јован XIV Цариградски (1334-1347)
48. Исидор I Цариградски (1347-1350)
49. Калист I Цариградски (1350-1354)
50. Филотеј Цариградски (1354-1355)
Калист I (1355-1363), васпостављен
Филотеј Цариградски (1364-1376), васпостављен
51. Макарије Цариградски (1376-1379)
52. Нил Цариградски (1379-1388)
53. Антоније IV Цариградски (1389-1390)
Макарије (1390-1391), васпостављен
Антоније IV (1391-1397), васпостављен
54. Калист II Цариградски (1397)
55. Матеј I Цариградски (1397-1410)
56. Јефтимије II Цариградски (1410-1416)
57. Јосиф II Цариградски (1416-1439)
58. Митрофан II Цариградски (1440-1443)
59. Григорије III Цариградски (1443-1450)
60. Атанасије II Цариградски (1450-1453)
61. Генадије II Цариградски (1454-1456)
62. Исидор II Цариградски (1456-1462)
63. Софроније I Цариградски (1462-1464)
64. Јоасаф I Цариградски (1464-?)
65. Марко II Цариградски (1466)
66. Симеон I Цариградски (1466)
67. Дионисије I Цариградски (1466-1471)
Симеон I (1471-1474), васпостављен 1. пут
68. Рафаел I Цариградски (1475-1476)
69. Максим III Цариградски (1476-1481)
Симеон I of Trebizond (1481-1486), васпостављен 2. пут
70. Нефон II Цариградски (1486-1488)
Дионисије I (1489-1491)
71. Максим IV Цариградски (1491-1497)
Нефон II (1497-1498), васпостављен 1. пут
72. Јоаким I Цариградски (1498-1502)
Нефон II (1502), васпостављен 2. пут

### Од 1503.
1. Пахомије I Цариградски (1503-1504)
Јоаким I (1504), васпостављен
Пахомије I (1504-1513), васпостављен
2. Филип I Цариградски (1513-1522)
3. Јеремија I Цариградски (1522-1545)
4. Јоаникије I Цариградски (1546)
5. Дионисије II Цариградски (1546-1555)
6. Јоасаф II Цариградски (1555-1565)
7. Митрофан III Цариградски (1565-1572)
8. Јеремија II Цариградски (1572-1579)
Митрофан III (1579-1580), васпостављен
Јеремија II (1580-1584), васпостављен 1. пут
9. Пахомије II Цариградски (1584-1585)
10. Филип II Цариградски (1585-1586)
Јеремија II Tranos (1587-1595), васпостављен 2. пут
11. Матеј II Цариградски (1596)
12. Гаврило I Цариградски (1596)
13. Теофан I Цариградски (1597)
14. Мелетије I Цариградски (1597-1598)
Матеј II (1598-1602), васпостављен 1. пут
15. Неофит II Цариградски (1602-1603)
Матеј II (1603), васпостављен 2. пут
16. Рафаел II Цариградски (1603-1607)
Неофит II (1607-1612), васпостављен
17. Кирило I Цариградски (1612)
18. Тимотије II Цариградски (1612-1620)
Кирило I (1620-1623), васпостављен 1. пут
19. Георгије IV Цариградски (1623)
20. Антим II Цариградски (1623)
Кирило I (1623-1633), васпостављен 2. пут
21. Кирило II Цариградски (1633)
Кирило I (1633-1634), васпостављен 3. пут
22. Атанасије III Цариградски (1634)
Кирило I (1634-1635), васпостављен 4. пут
Кирило II (1635-1636), васпостављен 1. пут
23. Неофит III Цариградски (1636-1637)
Кирило I (1637-1638) васпостављен 5. пут
Кирило II (1638-1639), васпостављен 2. пут
24. Партеније I Цариградски (1639-1644)
25. Партеније II Цариградски (1644-1646)
26. Јоаникије II Цариградски (1646-1648)
Партеније II (1648-1651), васпостављен
Јоаникије II (1651-1652), васпостављен 1. пут
27. Кирило III Цариградски (1652-1654)
28. Пајсије I Цариградски (1654-1655)
Јоаникије II (1655-1656)), васпостављен 2. пут
29. Партеније III Цариградски (1656-1657)
30. Гаврило II Цариградски (1657)
31. Партеније IV Цариградски (1657-1659)
32. Теофан II Цариградски (1659)
упражњено (1659-1662)
33. Дионисије III Цариградски (1662-1665)
Партеније IV (1665-1667), васпостављен 1. пут
34. Климент Цариградски (1667)
35. Методије III Цариградски (1668-1671)
Партеније IV (1671), васпостављен 2. пут
36. Дионисије IV Цариградски (1671-1673)
37. Герасим II Цариградски (1673-1674)
Партеније IV (1675-1676) васпостављен 3. пут
Дионисије IV (1676-1679), васпостављен 1. пут
38. Атанасије IV Цариградски (1679)
39. Јам Цариградски (1679-1682)
Дионисије IV (1682-1684), васпостављен 2. пут
Партеније IV (1684-1685) васпостављен 4. пут
Јам (1685-1686), васпостављен 1. пут
Дионисије IV (1686-1687), васпостављен 3. пут
Јам (1687-1688), васпостављен 2. пут
40. Калиник II Цариградски (1688)
41. Неофит IV Цариградски (1688)
Калиник II (1689-1693), васпостављен 1. пут
Дионисије IV (1693-1694), васпостављен 4. пут
Калиник II (1694-1702), васпостављен 2. пут
42. Гаврило III Цариградски (1702-1707)
43. Неофит V Цариградски (1707)
44. Кипријан I Цариградски (1707-1709)
45. Атанасије V Цариградски (1709-1711)
46. Кирило IV Цариградски (1711-1713)
Кипријан I (1713-1714), васпостављен
47. Козма III Цариградски (1714-1716)
48. Јеремија III Цариградски (1716-1726)
49. Пајсије II Цариградски (1726-1732)
Јеремија III (1732-1733), васпостављен
50. Серафим I Цариградски (1733-1734)
51. Неофит VI Цариградски (1734-1740)
Пајсије II (1740-1743), васпостављен 1. пут
Неофит VI (1743-1744), васпостављен
Пајсије II (1744-1748), васпостављен 2. пут
52. Кирило V Цариградски (1748-1757)
53. Калиник III Цариградски (1757)
54. Серафим II Цариградски (1757-1761)
55. Јоаникије III Цариградски (1761-1763)
56. Самуило I Цариградски (1763-1768)
57. Мелетије II Цариградски (1769-1769)
58. Теодисије II Цариградски (1769-1773)
Самуило I (1773-1774), васпостављен
59. Софроније II Цариградски (1774-1780)
60. Гаврило IV Цариградски (1780-1785)
61. Прокопије I Цариградски (1785-1789)
62. Неофит VII Цариградски (1789-1794)
63. Герасим III Цариградски (1794-1797)
64. Георгије V Цариградски (1797-1798)
Неофит VII (1798-1801), васпостављен
65. Калиник IV Цариградски (1801-1806)
Георгије V (1806-1808), васпостављен 1. пут
Калиник IV (1808-1809), васпостављен
66. Јеремија IV Цариградски (1809-1813)
67. Кирило VI Цариградски (1813-1818)
Георгије V (1818-1821), васпостављен 2. пут
68. Евгеније II Цариградски (1821-1822)
69. Антим III Цариградски (1822-1824)
70. Крисант I Цариградски (1824-1826)
71. Агатангел Цариградски (1826-1830)
72. Константин I Цариградски (1830-1834)
73. Константин II Цариградски (1834-1835)
74. Георгије VI Цариградски (1835-1840)
75. Антим IV Цариградски (1840-1841)
76. Антим V Цариградски (1841-1842)
77. Герман IV Цариградски (1842-1845)
78. Мелетије III Цариградски (1845)
79. Антим VI Цариградски (1845-1848)
Антим IV (1848-1852), васпостављен
Герман IV (1852-1853), васпостављен
Антим VI (1853-1855), васпостављен 1. пут
80. Кирило VII Цариградски (1855-1860)
81. Јоаким II Цариградски (1860-1863)
82. Софроније III Цариградски (1863-1866)
Георгије VI (1867-1871), васпостављен
Антим VI (1871-1873), васпостављен 2. пут
Јоаким II (1873—1878), васпостављен
83. Јоаким III Цариградски (1878—1884, 1901—1912)
84. Јоаким IV Цариградски (1884—1887)
85. Дионисије V Цариградски (1887—1891)
86. Неофит VIII Цариградски (1891—1894)
87. Антим VII Цариградски (1895—1896)
88. Константин V Цариградски (1897—1901)
Јоаким III (1901—1912), васпостављен
89. Герман V Цариградски (1913—1918)
упражњено (1918—1921)
90. Мелетије IV Цариградски (1921—1923)
91. Георгије VII Цариградски (1923—1924)
92. Константин VI Цариградски (1924-1925)
93. Василије III Цариградски (1925—1929)
94. Фотије II Цариградски (1929—1935)
95. Венијамин I Цариградски (1936—1946)
96. Максим V Цариградски (1946—1948)
97. Атинагора I Цариградски (1948—1972)
98. Васељенски патријарх Димитрије I (1972—1991)
99. Вартоломеј I Цариградски (од 1991)